# Círculo de Kamm

Círculo con fuerzas.

El círculo de Kamm (llamado así por Wunibald Kamm) es una representación gráfica para dividir la posible fuerza total sobre la rueda en la fuerza de guiado lateral en la dirección transversal y la fuerza de frenado o de accionamiento en la dirección longitudinal de la rueda hasta alcanzar la fuerza de fricción máxima.
- Datos: Q1723225